# جنگ‌های اسکندر مقدونی
جنگ‌های اسکندر مقدونی مجموعه‌ای از جنگ‌ها بود که در طول سیزده سال (از ۳۳۶ تا ۳۲۳ پیش از میلاد) توسط پادشاه مقدونیه اسکندر سوم (متخلص به اسکندر مقدونی) انجام شد. این جنگ‌ها با نبردهای علیه ایران هخامنشی تحت حکومت داریوش سوم آغاز شد. پس از زنجیره پیروزی‌های اسکندر علیه ایران، او سپس شروع به درگیری با سرداران و جنگ‌سالاران محلی کرد که تا پنجاب امروزی در هند امتداد داشت. او تا زمان مرگش، بر بیشتر مناطق یونان و امپراتوری فتح‌شده ایران (از جمله بیشتر مصر) فرمان می‌راند. او نتوانست تمام جنوب آسیا را طبق نقشه اولیه‌اش فتح کند. اگرچه او یک فرمانده نظامی بسیار موفق بود، اما هیچ جانشین پایداری برای شاهنشاهی هخامنشی ارائه نکرد و مرگ نابهنگام او این سرزمین گسترده را به جنگ داخلی انداخت.
اسکندر پس از ترور پدرش، شاه فیلیپ دوم، پادشاهی مقدونیه را بر عهده گرفت. فیلیپ، در دوران حکومت خود، بیشتر دولت‌شهرهای سرزمین اصلی یونان را تحت فدراسیونی به نام اتحادیه هلنی (یا اتحادیه کورینث) متحد کرده بود. اسکندر با سرکوب شورشی که در دولت‌شهرهای جنوبی یونان رخ داد، به تحکیم حاکمیت مقدونیه پرداخت و همچنین یک لشکرکشی کوتاه اما خونین را علیه ایالات شمال ترتیب داد. او سپس به سمت شرق حرکت کرد تا نقشه‌های خود را برای فتح شاهنشاهی ایران هخامنشی که در آن زمان توسط داریوش سوم اداره می‌شد، انجام دهد. فتوحات او شامل آناتولی، سوریه، فنیقیه، یهودیه، غزه، مصر، بین‌النهرین، ایران و باختر یود. او مرزهای امپراتوری خود را تا تاکسیلا و هند (پاکستان امروزی) گسترش داد.
اسکندر پیش از مرگ برنامه‌هایی را برای توسعه نظامی و تجاری به شبه‌جزیره عربستان طراحی کرده بود و پس از آن قصد داشت ارتش خود را به سمت غرب (کارتاژ، روم و شبه‌جزیره ایبری) بچرخاند. با این حال، دیادوخوی‌های اسکندر (که ژنرال‌ها، خانواده‌ها و دوستان رقیب او بودند) پس از مرگ او بی سر و صدا این برنامه‌ها را کنار گذاشتند. در عوض، در عرض چند سال پس از مرگ اسکندر، دیادوخوی‌ها شروع به جنگ با یکدیگر کرده و امپراتوری را میان خود تقسیم کردند که باعث ایجاد جنگ‌های ۴۰ ساله‌ای شد.

## حمله به ایران
پس از آنکه پدر اسکندر، فیلیپ دوم مقدونیه، به قتل رسید، اسکندر در سال ۳۳۶ ق م به جای او بر تخت سلطنت نشست. اسکندر کشوری نیرومند و ارتشی کارآزموده را از سلطنت پدرش به ارث می‌برد. سرلشکری یونان به او اعطا شد و او از این موهبت برای تحقق بخشیدن به بلندپروازی‌های نظامی پدرش نهایت استفاده را برد. در سال ۳۳۴ ق م به آسیای صغیر که تحت کنترل هخامنشیان قرار داشت هجوم برد و سلسله نبردهایی را به راه انداخت که ده سال به درازا انجامیدند. اسکندر طی سلسله نبردهای سرنوشت‌سازی، به‌ویژه نبردهای ایسوس و گوگمل، اقتدار پارسیان در منطقه را در هم شکست. او متعاقباً داریوش سوم، شاهنشاه پارسی را به زیر کشید و سرتاسر مناطق تحت کنترل هخامنشیان را تسخیر کرد. در آن زمان امپراتوری اسکندر گستره‌ای از دریای آدریاتیک تا رود سند را در بر می‌گرفت.
اسکندر دریافت که بسیاری از ساتراپ‌ها و فرماندهان نظامی‌اش در غیاب او با مردم بدرفتاری کرده‌اند لذا در راه بازگشت به شوش چندین تن از آنان را اعدام کرد تا حساب کار دست سایرین بیاید. او به نشانهٔ قدردانی، بدهی‌های سربازان را بدان‌ها بخشید و اعلام کرد که کهنه‌سربازان مسن و علیل را تحت فرماندهی کراتروس به مقدونیه خواهد فرستاد. سپاهیانش منظور او را درست نفهمیدند و در شهر اوپیس یاغی‌گری کردند. آنان با فرستاده شدن به مقدونیه مخالفت کرده، از خو گرفتن اسکندر به آداب و سنن ایرانی و پوشیدن جامهٔ ایرانی و افزودن افسران و سربازان ایرانی به یگان‌های ارتش مقدونیه انتقاد کردند. سه روز گذشت و اسکندر نتوانست مردانش را متقاعد کند که کوتاه بیایند در نتیجه به ایرانیان جایگاه فرماندهی در ارتش را داد و به مقدونیان سمت‌های نظامی فرماندهی بر یگان‌های ایرانی را اعطا کرد. مقدونیان به‌سرعت تقاضای عفو نمودند و اسکندر آنان را بخشید و ضیافتی ترتیب داد که چندین هزار نفر از سپاهیانش در آن شرکت داشتند. اسکندر در تلاش برای برقراری هماهنگی ماندگار میان رعایای مقدونی و ایرانی‌اش، ازدواجی دسته‌جمعی ترتیب داد که در آن مقامات ارشد سپاهش با ایرانیان و دیگر نجیب‌زادگان در شوش ازدواج کردند اما به نظر می‌رسد تنها اندکی از آن ازدواج‌ها فراتر از یک سال دوام آورده باشند.
پس از آنکه اسکندر به هگمتانه رفت تا قسمت اعظم خزانهٔ ایران را بردارد، دوست صمیمی و معشوق احتمالی‌اش، هفستیون، بر اثر بیماری یا مسمومیت درگذشت. مرگ هفستیون، اسکندر را در بهت فرو برد. او دستور داد تا تل بزرگی از هیزم در بابل فراهم آورند و همچنین فرمان عزاداری عمومی صادر کرد. اسکندر در بابل رشته‌ای از لشکرکشی‌های جدید را برنامه‌ریزی کرد که با تهاجم به عربستان آغاز می‌گشت اما مرگ مهلتش نداد و نتوانست آن‌ها را به تحقق برساند.

## پیامدها

### یونانی‌سازی

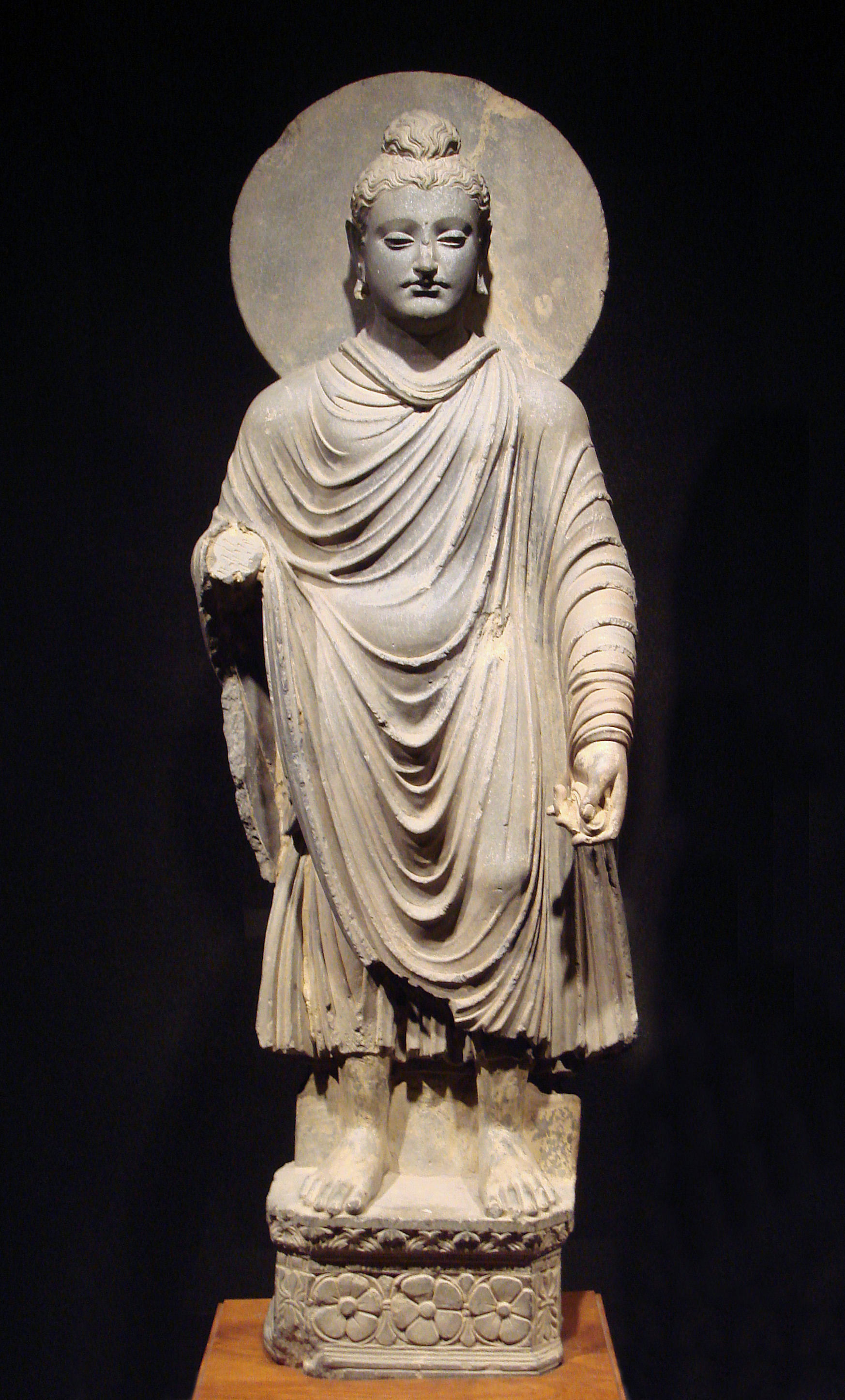
مجسمهٔ بودا در ریخت یونانی-بودایی، متعلق به قرن اول یا دوم میلادی، گنداره

اصطلاح «یونانی‌سازی» را ابتدا یوهان گوستاف درویزن برای دلالت بر گسترش زبان، فرهنگ، و جماعت یونانی در قلمرو پیشین شاهنشاهی هخامنشی پس از تسخیر آن به توسط اسکندر به کار برد. در وقوع این صدور فرهنگی جای هیچ شکی باقی نیست و در شهرهای بزرگ هلنیستی، چون اسکندریه، انطاکیه، و سلوکیه، به‌خوبی مشهود است. اسکندر در پی آن بود که رگه‌هایی از فرهنگ یونانی را به آنِ ایرانی وارد کند و کوشید فرهنگ یونانی و ایرانی را به هم بیامیزد. او آرزو داشت تا جماعت آسیا و اروپا را همگون کند. اما جانشینانش چنین سیاست‌هایی را صراحتاً رد کردند. با این وجود، در سرتاسر منطقه یونانی‌سازی به وقوع پیوست و هم‌زمان روند مخالف و مجزای «شرقی‌سازی» در دول جانشینان صورت گرفت.
هستهٔ فرهنگ هلنیستی اساساً آتنی بود. سپاهیان اسکندر از گوشه و کنار یونان به دور هم جمع شده بودند. معاشرت و مصاحبت آنان با یکدیگر منجر به پیدایش لهجهٔ جدید «کوینه» یا «یونانی عامی» شد که عمدتاً مبتنی بر گویش آتیک بود. کوینه در سرتاسر جهان هلنیستی اشاعه یافت و به عنوان زبان میانجی در آن سرزمین‌ها به کار گرفته شد و در نهایت نیای زبان یونانی جدید گشت. افزون بر این، طراحی شهری، آموزش، حکومت‌داری محلی، و جریان هنری در عصر هلنیستی همگی در آرمان‌های یونان کلاسیک ریشه داشتند و به‌تدریج به اشکال کاملاً جدیدی فرگشت یافته، در زمرهٔ «هلنیستی» جای گرفتند. حتی وجهه‌های از فرهنگ هلنیستی در سنن و رسوم امپراتوری بیزانس در اواسط قرن پانزدهم میلادی مشهود است.
برخی از عجیب‌ترین آثار یونانی‌سازی در هند، در موطن پادشاهی‌های نسبتاً دیر ظهور هندی-یونانی، قابل مشاهده است. در آن سرزمین‌های دور از اروپا، ظاهراً فرهنگ یونانی با آنِ هندی، به‌ویژه بودایی، در هم آمیخته‌است. اولین تصویرپردازی واقعی از بودا در این زمان به تقلید از مجسمه‌های یونانی آپولون شکل گرفت. برخی از رسوم بودایی احتمالاً تحت تأثیر دین یونان باستان قرار گرفته‌است: مفهوم بوداسف یادآور قهرمانان الوهی یونان است و برخی از مناسک عبادی مهایانه (سوزاندن عود، اهدای گل، گذاشتن غذا بر مذبح) مشابه همین مناسک در یونان باستان می‌باشند. احتمالاً شاهی یونانی به نام مناندر یکم به کیش بوداییان وارد شده و در متون بودایی تحت نام «میلیندا» جاودانه شده‌است. فرایند یونانی‌سازی به حیطهٔ علم نیز تسری یافته بود؛ به گونه‌ای که نظریات اخترشناسی یونان به هند رسیده و اخترشناسی آنان را طی سده‌های نخستین میلادی عمیقاً متأثر نموده بود. به عنوان مثال ابزارهای اخترشناسی یونانی متعلق به قرن سوم قبل از میلاد در شهر یونانی-باختری آی‌خانم در افغانستان و امروزی پیدا شده‌است. این ابزارها مربوط به دورهٔ زمانی‌ای بوده‌اند که دیدگاه یونانیان مبنی بر کروی بودن زمین و احاطه شدن آن به وسیلهٔ سیارات کروی در هند مورد پذیرش قرار گرفت و نهایتاً جایگزین دیدگاه دیرینهٔ هندیان مبنی بر مسطح و دایره‌وار بودن زمین گشت.